# Carlos Zeferino Viana Pinto Coelho
Carlos Zeferino Viana Pinto Coelho (Lisboa, 4 de Junho de 1879 – Lisboa, 20 de Dezembro de 1968) foi um notável advogado de Lisboa.
Formou-se em Direito pela Universidade de Coimbra, exerceu a advocacia e foi Presidente do Conselho Superior da Ordem dos Advogados Portugueses. 
Membro de uma famíla com uma longa dinastia de juristas, era neto do seu homónimo Dr. Carlos Zeferino Pinto Coelho, notável jurisconsulto e político do século XIX, filho do Dr. Domingos Pinto Coelho, Bastonário da Ordem dos Advogados, e irmão do Dr. José Gabriel Pinto Coelho, professor catedrático de Direito e Reitor da Universidade de Lisboa.

## Dados genealógicos
Filho do Dr. Domingos Pinto Coelho e de Ludovina Josefa Viana da Silva Carvalho, 
Casou com:
- Maria Teresa Rebello de Andrade Vecchi, filha de Lúcio Júnio Vecchi e de Maria Evelina da Costa Freire Rebelo de Andrade

Teve:
- Maria do Carmo do Sagrado Coração de Jesus Vecchi Pinto Coelho casada com António da Cunha Monteiro de Andrade e Sousa
- Domingos Vecchi Pinto Coelho casado com Lúcia van Waterschoot Pinto da Rocha
- António Lúcio Vecchi Pinto Coelho casado com Maria Margarida de Bettencourt Moreira de Carvalho
- Maria Evelina da Conceição Vecchi Pinto Coelho casada com Francisco Xavier Maria Plácido de Borja de Melo e Castro de Vilhena
- Francisco Maria Vecchi Pinto Coelho casada com  Maria de Lourdes Vitorino Piano
- Fernando Maria do Sagrado Coração de Jesus Vecchi Pinto Coelho casada com Maria João da Camara do Vale Valente
- João Maria Vecchi Pinto Coelho casada com Eliana Augusta Cordier
- Maria Teresa do Sagrado Coração de Jesus Vecchi Pinto Coelho casada com Fernando Nunes de Carvalho
- Carlos Zeferino Maria Vecchi Pinto Coelho casada com Maria Manuela Ferreira Bazaliza